# Sabine Bourgey
Pour les articles homonymes, voir Bourgey.
Sabine Bourgey, née à Boulogne-Billancourt, est auteur, elle a publié une quinzaine de livres à ce jour, et experte en numismatique. Elle dirige, depuis 1993, le cabinet Bourgey fondé à Paris en 1895, par son grand-père.

## Racines familiales
Les recherches menée par Sabine Bourgey font remonter les origines familiales à 1610, en Isère, où un forgeron et maréchal ferrant exerçait. Étienne Bourgey, le grand-père de Sabine, s'installe à Paris et créé un cabinet de numismatique en 1895. En 1907, il s'installe au n°7 de la rue Drouot où il se trouve encore aujourd'hui. L'affaire connaît un grand succès grâce à l'américain Archer Huntington qui sera un des grands clients du cabinet avant la Première guerre. Émile Bourgey,son fils, reprend le cabinet en 1946, il est expert pour de grandes ventes publiques et fait une importante carrière syndicale. Il participe à la Biennale des antiquaires jusqu'à sa mort en 1993.

## Biographie
Sabine Bourgey poursuit des études d'histoire à la Sorbonne et de droit à l’Université d’Assas. Elle soutient une thèse à Paris IV en 1982, « Les trésors de monnaies en Italie aux Ve et VIe siècles apr. J.C. ».
En tant que journaliste, elle part ensuite à partir de 1985 suivre des expéditions américaines de recherche de galions espagnols comme la Nuestra Senora de las Maravillas, coulé au large des Bahamas en 1656. Elle publie trois ouvrages sur le sujet en 1988 "Trésors, archives secrètes" chez Errance, en 1996 "Trésors, légendes et réalités", aux Éditions de l'Amateur, (Prix 1997 de l'Association Internationale des Numismates Professionnels) et en 2022, Le trésor des Bahamas, aux Editions du Trésor.
En 1993, elle succède à son père à la tête du cabinet familial et devient expert lors des grandes ventes aux enchères en numismatique. Elle publie plusieurs ouvrages historiques sur l'art et la monnaie (L’empire romain et La République romaine en 1988 et 1994, en quatre tomes, en collaboration avec Georges Depeyrot et Jean-Luc Desnier, chez Errance).
À partir de 2001, elle publie aux éditions Horay sur des sujets de société puis s'essaie au roman, en 2012, avec « Le trésor de la rue Mouffetard » qu'elle publie dans sa propre maison d'éditions, les éditions Bourgey. Son second roman, Fatale sélection, paraît aux éditions Lucien Souny en mai 2018.
Sabine Bourgey a été vice-présidente du syndicat national des antiquaires de 2004 à 2013 ; elle est la créatrice du Prix SNA du livre d'art en 2001. Elle a été membre du Conseil des Ventes Volontaires de 2011 à 2018 ; elle est vice-présidente de la Compagnie Nationale des Experts depuis 2015.
Elle est membre du Comité d'éthique de Canal+ depuis novembre 2017.
En février 1983, avec l'aide du CEDUS, elle organise à l'hôtel des ventes de Drouot la vente publique de sa collection de sucres au profit de la recherche médicale.
Sabine Bourgey a déposé la marque Anystrass, une ligne d'objets décoratifs, tournée vers les canards et les strass.

## Publications
- Les monnaies françaises, Éditions Ouest-France, 1982.
- Les monnaies romaines, Éditions Ouest-France, 1986.
- Le fonds Bourgey, Éditions Errance, 1988-1994, en collaboration avec Jean-Claude Desnier et Georges Depeyrot.
- Trésors, archives secrètes, Éditions Errance, 1988.
- Trésors, légendes et réalités, Éditions de L’Amateur, 1996.  (ISBN 978-2859172046)
- Héritages, Tabous, Rêves et réalités éditions Horay, 2001.
- Sucre et sel, histoire de poudres blanches, Éditions Horay, 2003.
- Le Grand Livre du petit coin, éditions Horay, 2006.
- L'Art et la manière d'avoir de la chance, éditions du Cherche Midi, 2009.  (ISBN 9782749111643)
- Sous le signe du métal. Histoire d’une famille du marché de l’art, éditions Bourgey, 2011.
- Le Trésor de la rue Mouffetard, roman historique et policier, éditions Bourgey, 2012.
- Fatale sélection, roman, éditions Lucien Souny, 2018.
- Dans les coulisses de l'héritage, éditions Lucien Souny, avril 2021.
- Le Trésor des Bahamas, éditions du Trésor, mai 2022.